# Twilight Dementia
Twilight Dementia är det första livealbumet från det brittiska power metal-bandet Dragonforce,  utgivet musikåret 2010.
Albumet är inte inspelad från en och samma konsert, utan handplockades från olika spelningar på deras Ultra Beatdown-turné. Enligt gitarristen Herman Li så var anledningen till detta; genom att plocka ut de bästa framförandena från den hela inspelade turnén så kunde de slippa göra pålägg på låtarna i efterhand och därav hålla albumet helt och hållet live.

## Låtlista
CD1
1. "Heroes of Our Time"
2. "Operation Ground and Pound"
3. "Reasons to Live"
4. "Fury of the Storm"
5. "Fields of Despair"
6. "Starfire"
7. "Soldiers of the Wasteland"

CD2
1. "My Spirit Will Go On"
2. "Where Dragons Rule"
3. "The Last Journey Home"
4. "Valley Of The Damned"
5. "Strike Of The Ninja"
6. "Through The Fire And The Flames"